# جيم بريت
جيم بريت (بالإنجليزية: Jim Britt) هو صحفي رياضي أمريكي، ولد في 11 أبريل 1910، وتوفي في 31 ديسمبر 1980.